# 衡山公园
衡山公园位于中国上海市广元路、衡山路、宛平路口，面积1.19万平方米（一说1.49万平方米），为免费公园。公园最初为1926年法租界公董局所建，命名为“贝当花园”，1943年改为现名。1965年，为修建地铁1号线，公园关闭并在地下试挖地铁隧道。1987年公园在整修后恢复开放，1991年又在园内建成沈钧儒铜像。园内绿化基本保持原有布局，三株百年香樟，两株在大门西面，一株在园东侧树丛中。公园中央有千余平方米的大草坪，高大的乔木与大块草坪、灌木、花卉组成各色景观。